# Skryje (ort i Tjeckien, Mellersta Böhmen)
Skryje är en ort i Tjeckien.   Den ligger i regionen Mellersta Böhmen, i den centrala delen av landet, 50 km väster om huvudstaden Prag. Skryje ligger 328 meter över havet och antalet invånare är 127.
Terrängen runt Skryje är platt åt nordväst, men åt sydost är den kuperad. Skryje ligger nere i en dal. Runt Skryje är det ganska glesbefolkat, med 43 invånare per kvadratkilometer. Närmaste större samhälle är Rakovník, 15,6 km norr om Skryje. I omgivningarna runt Skryje växer i huvudsak blandskog.